# アレッサンドロ・サリンベーニ
アレッサンドロ・サリンベーニ（Alessandro Taurelli Salimbeni、1867年12月11日 - 1942年) はイタリア生まれの医学者、細菌学者である。フランスに帰化しパスツール研究所で働いた。

## 略歴
イタリア、ラツィオ州ヴィテルボ県のアックアペンデンテに生まれた。シエナ大学で医学を学び、病理解剖学を教えた後、1895年にパリのパスツール研究所に入所し、免疫学者、微生物学者のイリヤ・メチニコフの研究室で、後にノーベル賞を受賞するジュール・ボルデや後に研究所の所長となるエミール・ルーと研究し、共著で病原菌や抗毒素についての論文を発表した。1899年からペストや黄熱病の病原菌の研究をした。
ブラジルでの黄熱病の研究中に、エミール・マルショー（Emile Marchoux）と鶏の感染症の原因菌（スピロヘータ）を分離し、ヒメダニ科のArgas persicusが媒介することを解明した。1910年からロシアで感染症対策に取り組んだ。1918年にパスツール研究所にワクチンセンターを設立した。1933年から微生物研究室の室長として、フェリックス・デレーユのバクテリオファージの研究や、フェデリコ・ニッチ（Federico Nitti）のレンサ球菌の研究を推進した。